# Молочкі
Молочкі (пол. Mołoczki) — село в Польщі, у гміні Ботьки Більського повіту Підляського воєводства.
Населення — 97 осіб (2011).
У 1975-1998 роках село належало до Білостоцького воєводства.

## Демографія
Демографічна структура станом на 31 березня 2011 року:
|          | Загалом | Допрацездатний вік | Працездатний вік | Постпрацездатний вік |
| -------- | ------- | ------------------ | ---------------- | -------------------- |
| Чоловіки | 47      | 0                  | 22               | 25                   |
| Жінки    | 50      | 1                  | 7                | 42                   |
| Разом    | 97      | 1                  | 29               | 67                   |